# Королівський банк Канади
«Королівський Банк Канади» (англ. Royal Bank of Canada, фр. Banque Royale du Canada) — найбільший оператор ринку роздрібних банківських послуг Канади.
Національна мережа банківського обслуговування Royal Bank of Canada включає близько 1 197 філій і відділень на всій території Канади. Щороку банк обслуговує 17 млн рахунків фізичних осіб, обсяг залучених банком коштів громадян досяг 726,2 мільярдів $ CAD. Діє під Установним Номером «№ 003».
Відділи «Royal Bank of Canada» включають:
- «Ар-Бі-Сі Кепітал-Маркетс» англ. RBC Capital Markets — відділ Інвестицій та Корпоративних банківських справ
- «Ар-Бі-Сі Домініон-Секюритіс» англ. RBC Dominion Securities — відділ Менеджменту багатства.

«Форбс 2000», яких визначає рейтинг найбільших компаній у світі в році 2008 поставив компанії BMO на 53 позицію.

## Штаб
Офіційна штаб-квартира «Royal Bank of Canada» на вул. Бей, 200, Торонто, в будинку Плаза «Королівський Банк» англ. Royal Bank Plaza недалеко від «Фондової біржі Торонто» (англ. Toronto Stock Exchange). Юридично-корпоративний штаб у місті Монреаль, Квебек.

## Хронологія
- 1864 — «Merchants Bank» «Банк Торговців» заснованна в місті Галіфакса.
- 1869 — перейменовано Банк на «Банк Торговців Галіфакса» англ. «Merchants' Bank of Halifax».
- 1869 — одержання Федеральної хартії.
- 1870 — 1880s — Розширення на східніхпровінції
- 1901 — перейменування на «Королівський Банк Канади» (англ. «Royal Bank of Canada (RBC)»)
- 1907 — Офіційну штаб-квартиру перенесено з Монреалю, Квебек до Торонто.
- 1910 — Злиття зі «Сполученим Банком Галіфаксу» (англ. Union Bank of Halifax.
- 1912 — Злиття з «Банк Торговців Канади» англ. Traders Bank of Canada в провінції Онтаріо.
- 1917 — Злиття з «Банком Квебека» англ. Quebec Bank «Quebec Bank» постав у р. 1818, хартію одержав в р. 1822.
- 1918 — Злиття з «Банк Північної Корони» (англ. Northern Crown Bank) у провінціїх Саскачеван і Манітоба.
- 1925 — Злиття зі «Сполученим Банком Канади» (англ. Union Bank of Canada
- 1932 — Закриття банку в Сент-Люсії
- 1959 — Відкриття банку в Сент-Винсенті
- 1960 — Відкриття банк в Сент-Люсії
- 1961 — Перша комп'ютеризація Канадськогрго банку.
- 1964 — Відкриття банку вДжорджтауну, Кайманові острови.
- 1993 — Злиття з «Королівським Трастом» англ. Royal Trust.
- 2000 — Впровадження кредитної карти «Moneris Solutions».
- 2000 — Закуплення маклерської фірми капіталовкладень «Dain Rauscher Wessels», в регоні Міннеаполіс, Міннесота.
- 2006 — Created Institutional Investment Joint Venture with Dexia. It is a 50/50 Partnership called RBC Dexia Investor Services.

## Gallery

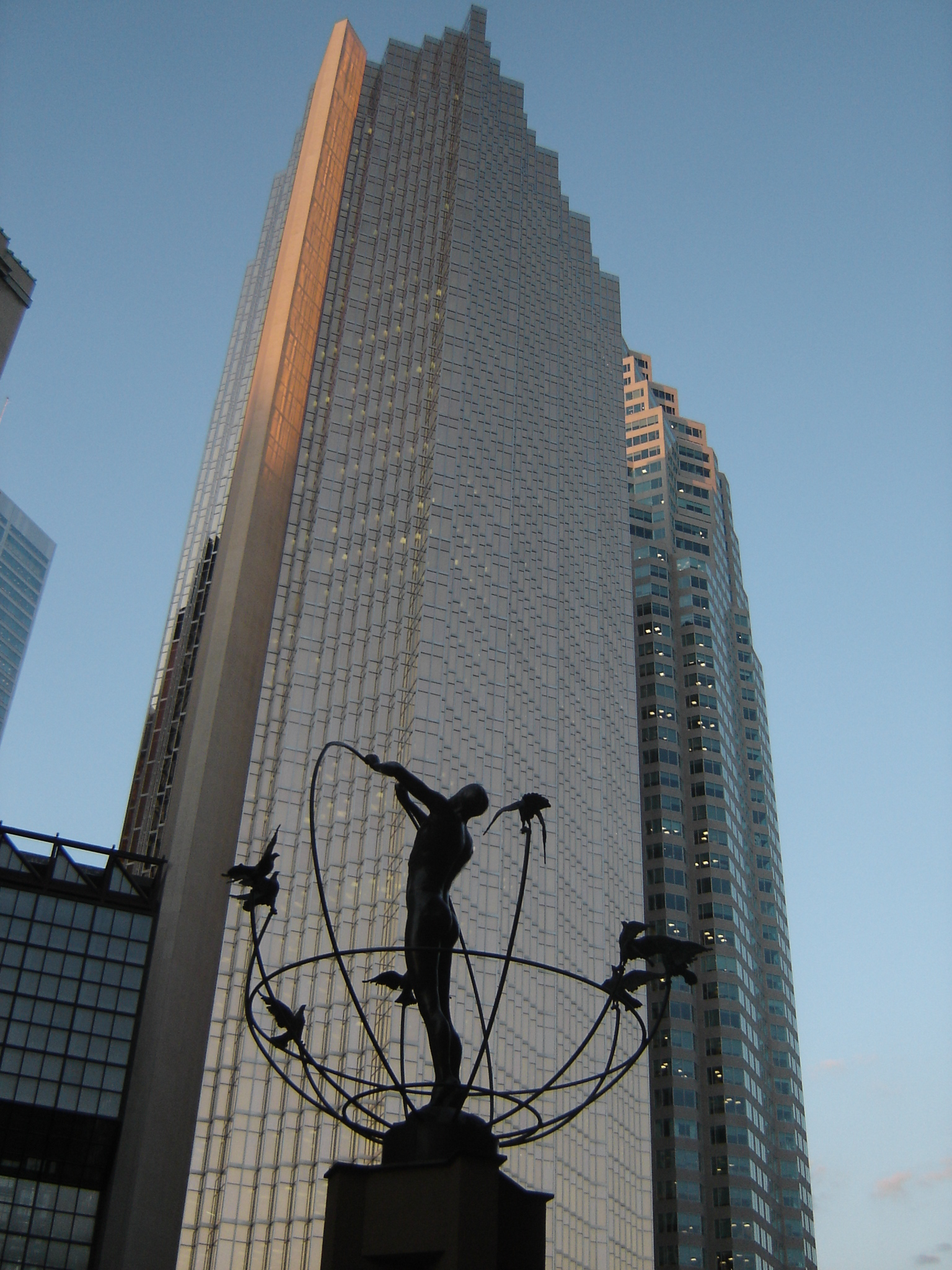
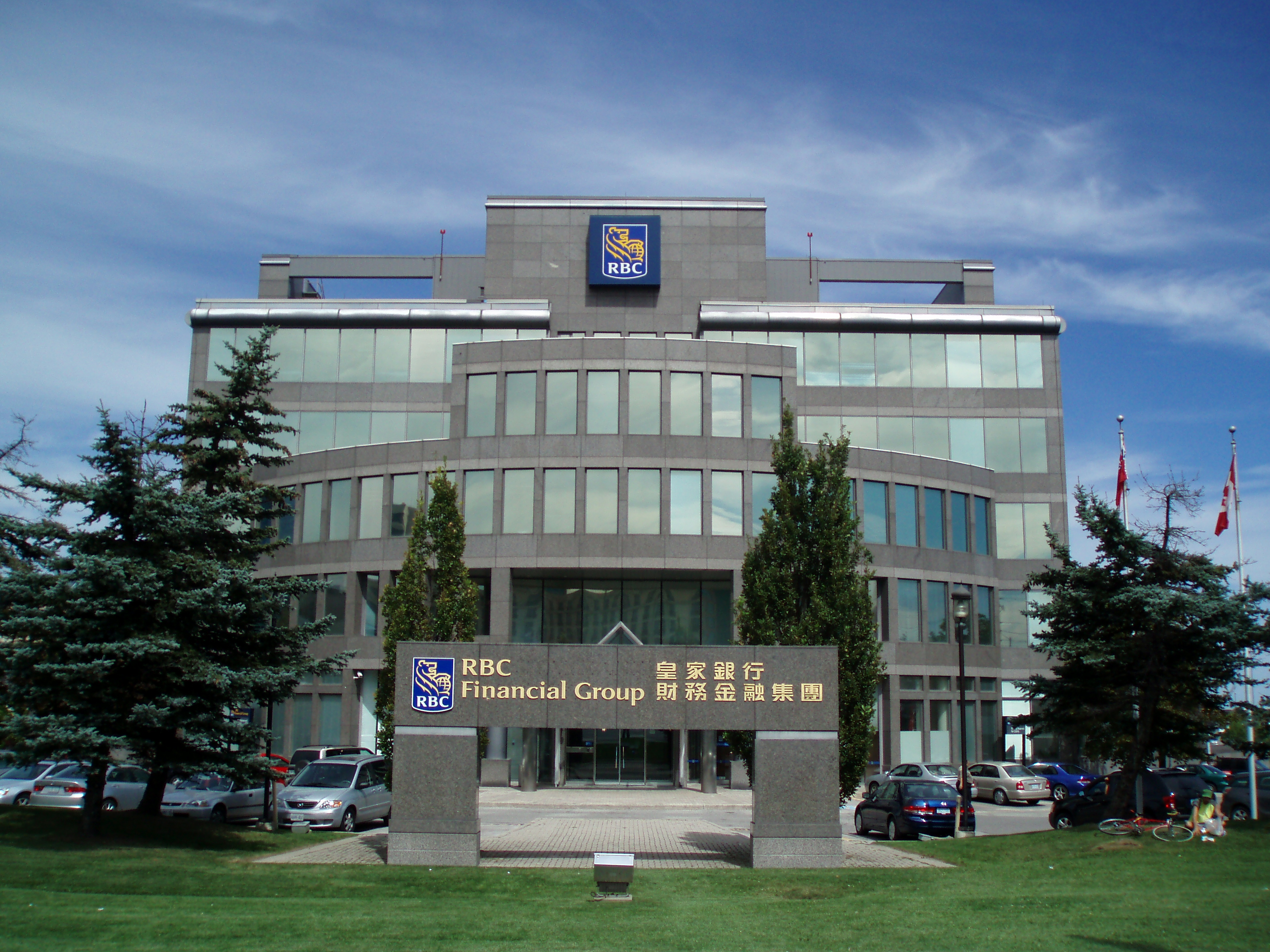
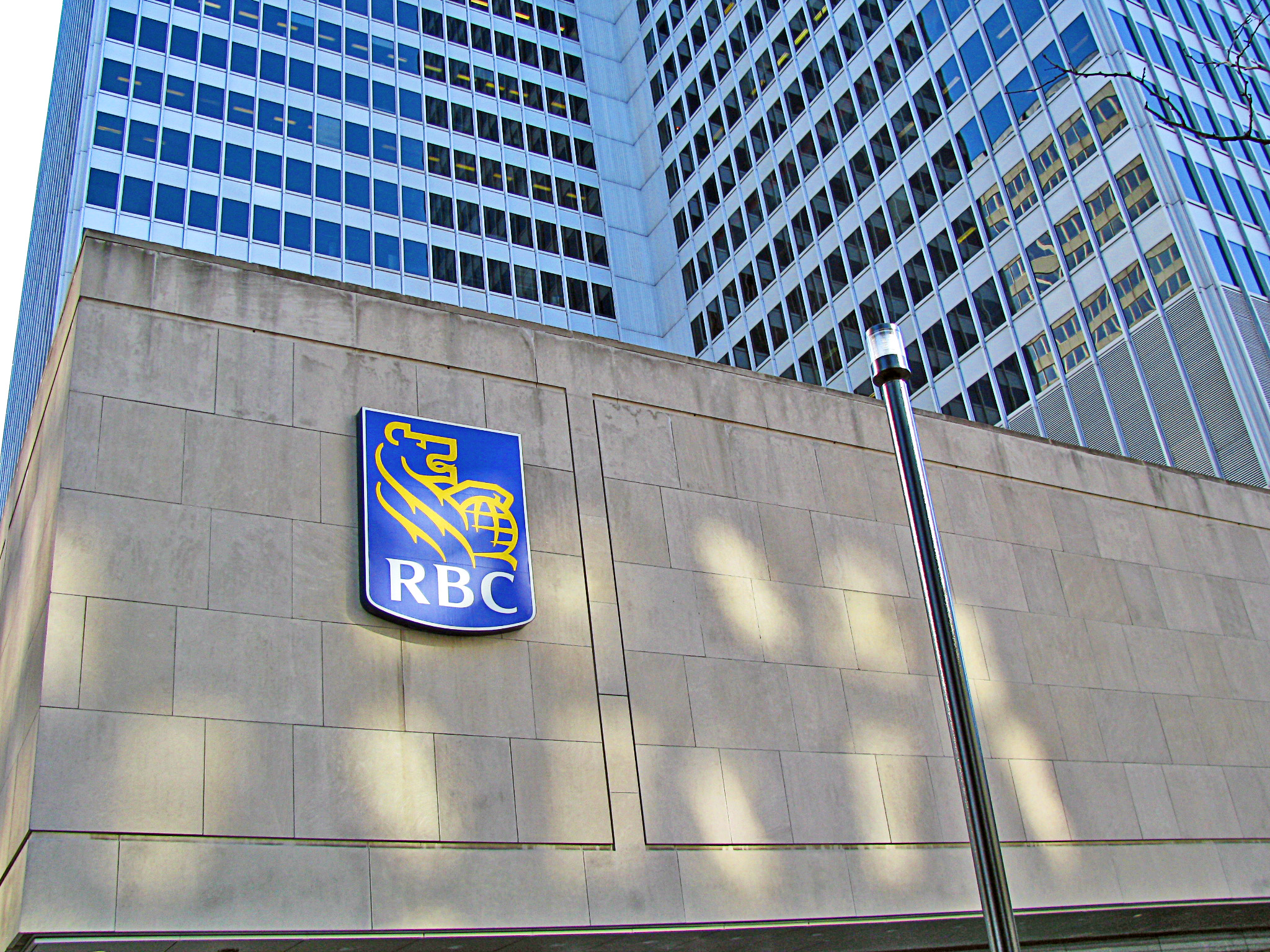